# خيسوس فلوريس (لاعب كرة قاعدة)
خيسوس فلوريس (بالإسبانية: Jesús Flores)‏ هو لاعب كرة قاعدة فنزويلي، ولد في 26 أكتوبر 1984 في ولاية سوكري في فنزويلا.

## وصلات خارجية
- خيسوس فلوريس على موقع دوري كرة القاعدة الرئيسي (الإنجليزية)
- خيسوس فلوريس على موقعبيزبول رفرنس.كوم (الدوري الرئيسي) (الإنجليزية)
- خيسوس فلوريس على موقعبيزبول رفرنس.كوم (الدوري الثانوي) (الإنجليزية)
- خيسوس فلوريس على موقع إي إس بي إن.كوم (أم.أل.بي) (الإنجليزية)
- خيسوس فلوريس على موقع مشجعي الرسوم البيانية (الإنجليزية)